# Consejo Popular de la República Popular de Donetsk
El Consejo o Sóviet Popular (del ruso: Народный Совет), formalmente conocido como Consejo Supremo (del ruso: Высший Совет), es el órgano legislativo de la República Popular de Donetsk, una de las repúblicas de Rusia.

## Historia
La primera composición del órgano legislativo de la República Popular de Donetsk fue el Consejo Supremo, establecido a primeros de abril de 2014 a raíz de las protestas prorrusas que se produjeron como reacción al Euromaidán.
Las primeras elecciones para la elección de los miembros del parlamento fueron realizadas el 2 de noviembre de ese año. En ellas, la organización política República de Donetsk obtuvo la mayoría del parlamento, al obtener sesenta y ocho escaños. Donbass Libre, otra organización política, obtuvo los treinta y dos escaños restantes.
En las elecciones realizadas el 11 de noviembre del 2018, la organización República de Donetsk mantuvo su mayoría en el parlamento y a la vez, obtuvo setenta y cuatro escaños. Donbass Libre obtendría veintiséis escaños.

## Grupos políticos representados
|  | Partido              | Líder             | Asientos |
|  | -------------------- | ----------------- | -------- |
|  | República de Donetsk | Denis Pushilin    | 74       |
|  | Donbass Libre        | Vladimir Medvedev | 26       |

## Líderes del Consejo Popular
| Andrey Purgin     | 14 de noviembre de 2014  | 4 de septiembre de 2015  |
| Denis Pusilin     | 11 de septiembre de 2015 | 14 de septiembre de 2018 |
| Olga Makeeva      | 14 de septiembre de 2018 | 19 de noviembre de 2018  |
| Vladimir Bidyovka | 19 de noviembre de 2018  | tiempo presente          |